# Xylocopa kamerunensis
Xylocopa kamerunensis är en biart som beskrevs av Joseph Vachal 1899. Xylocopa kamerunensis ingår i släktet snickarbin, och familjen långtungebin. Inga underarter finns listade i Catalogue of Life.